# خورشیدگرفتگی ۳۰ سپتامبر ۱۹۱۳
خورشیدگرفتگی ۳۰ سپتامبر ۱۹۱۳ (به انگلیسی: Solar eclipse of September 30, 1913) یک خورشیدگرفتگی از نوع خورشیدگرفتگی جزئی است. این خورشیدگرفتگی در تاریخ ۳۰ سپتامبر ۱۹۱۳ میلادی (‎۸ مهر ۱۲۹۲ خورشیدی) روی داد که زمان اوج آن، ساعت ۴:۴۵:۴۹ به‌وقت ساعت هماهنگ جهانی بوده‌است.